# Narodni park Dolina cvetja
Narodni park Dolina cvetja je indijski narodni park, ki je bil ustanovljen leta 1982. Je v okrožju Čamoli v zvezni državi Utarakhand in je znan po svojih travnikih z endemičnim alpskim cvetjem in raznolikosti rastlin. To bogato raznoliko območje je tudi dom redkih in ogroženih živali, kot je azijski črni medved,  snežni leopard, mošusni jelen, rjavi medved, navadna lisica in modra ovca. Ptice, najdene v parku so himalajski monalni fazan in druge visokogorske ptice.
Na 3352 do 3658 metrih nadmorske višine nežna pokrajina narodnega parka Dolina cvetja dopolnjuje razgibano gorsko divjino narodnega parka Nanda Devi na vzhodu. Skupaj obsegata edinstveno prehodno območje med gorskimi verigami Zanskarja in Velike Himalaje. Park se razprostira na površini 87,50 km² in je dolg okoli 8 km ter širok 2 km. Park v celoti leži v zmernem alpskem pasu. Oba parka sta zajeta v biosfernem rezervatu Nanda Devi (223.674 ha), ki je dodatno obdan z varovalnim pasom (5148,57 km²). Nacionalni park Nanda Devi je v Unescovi svetovni mreži biosfernih rezervatov.
Park je odprt samo poleti od junija do oktobra, preostanek leta pa ga močno sneži.

## Zgodovina

### Dokumentirani raziskovalci
Kraj je bil zaradi nedostopnosti v zunanjem svetu malo poznan. Leta 1931 so Frank S. Smythe, Eric Shipton in R. L. Holdsworth, vsi britanski alpinisti, med vračanjem z uspešne odprave na Mt. Kamet izgubili pot in naleteli na dolino, ki je bila polna cvetja. Pritegnila jih je lepota tega območja in so ga poimenovali »Dolina cvetja«. Frank Smythe je kasneje napisal knjigo z istim imenom.
Leta 1939 je Joan Margaret Legge (21. februar 1885 – 4. julij 1939), botaničarka, ki jo je namestil Kraljevi botanični vrt v Kewu, prispela v dolino, da bi preučevala cvetje in ji je med prečenjem skalnatih pobočij, da bi jih nabrala, zdrsnilo in je umrla. Njena sestra je kasneje obiskala dolino in v bližini mesta postavila spomenik.
Prof. Chandra Prakash Kala, botanik, ki ga je namestil Indijski inštitut za divje živali, je izvajal raziskovalno študijo o floristiki in ohranjanju doline desetletje, z začetkom leta 1993. Naredil je popis 520 alpskih rastlin, ki rastejo izključno v tem narodnem parku, in je avtor dveh pomembnih knjig – Dolina rož – mit in resničnost ter Ekologija in ohranjanje nacionalnega parka Dolina rož v Himalaji Garhwal.

### Časovnica
1862: dolino reke Pušpavati je odkril polkovnik Edmund Smyth;
1931: dolina, ki jo je obiskal plezalec Frank Smythe, ki je napisal knjigo o Dolini rož;
1934: Zgornje svetišče Nanda Devi sta dosegla in opisala alpinista Eric Shipton in Bill Tilman;
1936: Alpinista Bill Tilman in Noel Odell sta se povzpela na Nanda Devi;
1939: Območje je bilo ustanovljeno kot rezervat za divjad Nanda Devi z vladnim ukazom 1493/XIV-28 z dne 7/01;
1962: Mejni spori so območje zaprli za promet, kar je spremenilo lokalno gospodarstvo;
1974–82: svetišče je bilo odprto za planinske dejavnosti, a je posledično propadanje privedlo do zaprtja za vse uporabnike;
1980: Park je bil ustanovljen kot narodni park Sandžaj Gandhi z obvestilom 3912/ XIV 3-35-80; paša in planinstvo sta prenehala;
1980: Dolina cvetja je bila razglašena za narodni park z vladnim ukazom 4278/XIV-3-66-80 v skladu z določbami Zakona o varstvu prostoživečih živali iz leta 1972 zaradi ohranjanja njene flore;
1982: Park se je preimenoval v Narodni park Nanda Devi;
1988: Ustanovljen narodni biosferni rezervat Nanda Devi (223.674 ha) z narodnim parkom kot osrednjim območjem (62.462 ha) in 514.857 ha varovalnim območjem, ki obdaja obe lokaciji; uvedene so bile omejitve pravic bližnjih vaščanov. Uvrščeno na Unescov seznam svetovne dediščine;
2000: Biosferni rezervat je vlada razširila na 586.069 ha in dodala narodni park Dolina cvetja kot drugo osrednje območje (62.462 ha + 8750 ha, skupno osrednje površine 71.212 ha);
2004: Dve osrednji coni in varovalna cona so postali Unescov rezervat MAB.

## Geoklimatski pogoji

### Lokacija in dostop do parka
Do Doline cvetja je potrebno približno 17 km poti. Najbližje večje mesto je Džošimath v Garhvalu, ki ima priročne cestne povezave iz Haridvarja in Dehraduna, oba približno 270 km južno od DžJošimatha. Iz Delhija se pride z vlakom do Haridvarja in nato z avtobusom do Govindghata preko Rišikeša. Govindghat je približno 24 km pred drugo pomembno destinacijo Badrinath. Možna je tudi vožnja od Delhija do Govindghata, razdalja približno 500 km.
Govindghat je majhen kraj blizu Džošimatha (približno eno uro vožnje), kjer se začne treking. Od Govindghata skupninski taksiji do 4 km in nato manj kot 11 km dolga pot pripelje pohodnike v Ghangario, majhno naselje, ki je približno 3 km od doline. Za dosego Ghangarie se lahko najame tudi nosača, mulo ali helikopter. Pot od Govindghata do Ghangarie je običajna za sikški tempelj Gurudwara Šri Hemkund Sahib v Hemkundu in pohodnik bo na poti verjetno našel veliko sikovskih romarjev. Ko se približamo Ghangarii, nas ob straneh poti pozdravijo polja dišečih divjih rož, grmov divjih vrtnic in gozdnih jagod. Obiskovalci Doline cvetja morajo pridobiti dovoljenje Ministrstva za gozdove v Ghangarii. Dovoljenje velja tri dni. Samo obiski in trekingi so dovoljeni podnevi.
Obiskovalcem ni dovoljeno ostati v narodnem parku, nastanitev pa je na voljo v Ghangarii. Najboljši čas za obisk je med julijem in začetkom septembra, ko je dolina polna cvetja, takoj po izbruhu monsuna.

### Geografija
Dolina cvetja je v dolini reke Pušpavati, ki je v zgornjem delu reke Bhjundar Ganga blizu Džošimatha v regiji Garhval. Spodnji tok Bhyundar Ganga blizu Gobindghata je znan kot dolina Bhjundar. Dolina cvetja, ki leži med 30° 41' do 30° 48' S in 79° 33' do 79° 46' V, v dolini Pušpavati, je 20 km severozahodno od narodnega parka Nanda Devi čez široko dolino Bhjundar Ganga. Je ena od dveh visečih dolin, ki ležita na vrhu doline Bhjundar, druga pa je krajša dolina Hemkund, ki poteka vzporedno z Dolino cvetja približno 10 km južno. Dolina poteka v smeri vzhod-zahod v dolžini približno 15 km s povprečno širino 6 km. Majhen pritok reke Pušpavati izvira iz ledenika Tipra iz Gauri Parbata na vzhodu in teče skozi Dolino cvetja.
Območje leži na območju Himalaje Zanskar z najvišjo točko v narodnem parku Gauri Parbat na 6719 m nadmorske višine.

### Podnebje
Ker je območje Nanda Devi notranja himalajska dolina, ima značilno mikroklimo. Razmere so na splošno suhe z malo letnimi padavinami, vendar so od konca junija do začetka septembra močne monsunske padavine. Prevladujoča megla in nizka oblačnost med monsunom ohranjata vlago v tleh, zato je vegetacija bujnejša kot običajno v bolj suhih notranjih himalajskih dolinah. Od sredine aprila do junija so temperature zmerne do hladne (največ 19 °C). Dolina cvetja ima tudi mikroklimo zaprte notranje himalajske doline in je zaščitena pred močnim vplivom jugozahodnega poletnega monsuna z območjem Velike Himalaje na jugu. Pogosta sta gosta megla in dež, zlasti med poznim poletnim monsunom. Tako kotlina kot dolina sta običajno zasnežena šest do sedem mesecev med koncem oktobra in koncem marca, pri čemer se sneg kopiči globlje in na nižjih nadmorskih višinah na zasenčeni južni kot na severni strani dolin.

## Ekologija

### Biotska raznovrstnost
Dolina cvetja je visokogorska himalajska dolina, ki jo priznani alpinisti, botaniki in literatura že dolgo priznavajo. Mednarodno je priznana že več kot stoletje in se omenja v hindujski veri. Domačini so dolino obiskovali že od antičnih časov. Znano je, da so indijski jogiji obiskali dolino zaradi meditacije. V dolini je veliko različnih pisanih rož, ki s časom dobivajo različne odtenke barv.
Dolina cvetja je pridobila na pomenu kot regija, ki vsebuje raznolikost alpske flore, ki predstavlja ekoregijo alpskega grmovja in travnikov zahodne Himalaje. Bogata raznolikost vrst odraža lokacijo doline znotraj prehodnega območja med gorovjem Zanskar in Veliko Himalajo na severu oziroma jugu ter med floro Vzhodne Himalaje in Zahodne Himalaje. Številne rastlinske vrste veljajo za ogrožene. Več jih ni bilo zabeleženih zunaj Utarakhanda. Dve nista bili zabeleženi v narodnem parku Nanda Devi. Raznolikost ogroženih vrst zdravilnih rastlin je večja, kot je bilo zabeleženo v drugih zavarovanih indijskih himalajskih območjih. Celoten biosferni rezervat Nanda Devi leži znotraj območja endemičnih ptic Zahodne Himalaje (EBA). Narodni park Dolina cvetja je drugo osrednje območje biosfernega rezervata Nanda Devi. Sedem vrst ptic z omejenim dosegom je endemičnih za ta del EBA.
- V dolini so cvetele Impatiens sulcata
- Navadna pokalica v Dolini cvetja (VoF).
- Aconitum violaceum
- Krvomočnica
- Kukavičevka
- Kukavičevka

### Rastlinstvo

#### Tri vrste podalpskih pasov
V dolini so trije tipi podalpskih pasov: predgorski alpski med 3200 m in 3500 m, ki je zgornja višinska meja za drevesa, nižje alpski med 3500 m in 3700 m in višji alpski nad 3700 m. Habitati vključujejo dno dolin, rečne struge, gozdičke, travnike, erodirana, grmičasta in stabilna pobočja, morene, planote, barja, kamnito puščavo in jame. Nižji okoliški griči v varovalnem pasu so gosto gozdnati. Gozdni raziskovalni inštitut je leta 1992 zabeležil 600 vrst kritosemenk in 30 pteridofitov v dolini in okolici ter odkril 58 novih zapisov za dolino, od katerih so bili 4 novi za himalajsko državo. Od teh rastlin 5 od 6 svetovno ogroženih vrst ni v narodnem parku Nanda Devi ali drugje v Utarakhandu: Aconitum falconeri, A. balfouri, himalajski javor (Acer caesium), modri himalajski mak (Meconopsis aculeata) in Saussurea atkinsoni. Leta 1998 je bilo v narodnem parku opaženih 31 vrst redkih in ogroženih kategorij. Njegove nadaljnje študije poročajo, da je prevladujoča družina v Dolini cvetja Asteraceae z 62 vrstami. Lokalni vaščani uporabljajo 45 zdravilnih rastlin in več vrst, kot je Saussurea obvallata (brahmakamal), se zbirajo kot verske daritve boginjam Nanda Devi in Sunanda Devi. Območje je označeno kot Center rastlinske raznovrstnosti.
Za podalpski pas so značilni višinski gozdovi, ki pomagajo zadrževati vlago in sneg ter podpirajo številne rastlinske in živalske združbe. Prevladujejo nenavaden himalajski javor Acer cesium (VU), zahodna himalajska jelka Abies pindrow, himalajska bela breza Betula utilis in Rhododendron campanulatum s himalajsko tiso Taxus wallichiana, Syringa emodi in Sorbus lanata. Nekatera pogosta zelišča so Arisaema jacquemontii, Boschniakia himalaica, Corydalis cashmeriana, Polemonium caerulium, Impatiens sulcata, Geranium wallichianum, Galium aparine, Morina longifolia, Inula grandiflora, Nomochoris oxypetala, nemone rivularis, Pedicularis pectinata, P. bicornuta, Primula dent iculate in Trillidium govanianum. Na poteptanih območjih, kjer se je v preteklosti zbirala živina, je himalajski dresnik Polygonum polystachium divji plevel.

#### Cvetje
Cvetje je leta 1987 pregledal in popisal Indijski botanični zavod, leta 1992 Inštitut za raziskovanje gozdov in leta 1997 Indijski inštitut za divje živali, ki je odkril pet vrst, novih za znanost.
Cvetje, večinoma orhideje, maki, jegliči, ognjič, marjetice in anemone, prekrivajo tla. Del območja parka pokrivajo podalpski gozdovi breze in rododendrona. Desetletje trajajoča študija C.P. Kala iz leta 1993 dalje ugotavlja, da je Dolina cvetja obdarjena s 520 vrstami višjih rastlin (kritosemenke, golosemenke in pteridofiti), od teh je 498 cvetnic. V parku je veliko vrst zdravilnih rastlin, vključno Dactylorhiza hatagirea, Picrorhiza kurrooa, Aconitum violaceum, Polygonatum multiflorum, Fritillaria roylei in Podophyllum hexandrum.
- Širokolistna zvončnica, Campanula latifolia
- Jutranja rosa na krvomočničevki, Geranium sp
- Dolgolistna morina (Morina longifolia)

### Živakstvo

#### Raznolikost vrst
Gostota divjih živali v dolini ni velika, vendar so vse najdene živali redke ali ogrožene. Pred letom 2004 je CP Kalaref name="Kala, C.P. 2004">Kala, C.P. (2004) Distribution pattern and conservation status of mammals and birds in the Valley of Flowers National Park and its vicinity, Uttaranchal. Himalayan Biosphere Reserves, 6: 91–102</ref> in njegova bližina zabeležil v parku skupno 13 vrst sesalcev, čeprav je on samo neposredno opazil 9 vrst: sivi langur (Semnopithecus entellus), rdeča orjaška leteča veverica (Petaurista petaurista), himalajski črni medved (Ursus thibetanus) (VU), lisica (Vulpes vulpes), himalajska podlasica (Mustela sibirica) in himalajska rumenovrata kuna (Martes flavigula), himalajski goral (Naemorhedus goral), himalajski mošusni jelen (Moschus leucogaster), indijski pegasti jelen (Moschiola indica), himalajski tahr (Hemitragus jemlahicus) (VU) in serov (Capricornis sumatraensis) (VU). Tahr je pogost, serov, goral, mošusni jelen in bharal, modra ovca, so redki.

#### Plenilci, leopardi in medvedi
Raziskava favne v narodnem parku oktobra 2004 je pokazala prisotnost snežnega leoparda (Panthera uncia) (EN). Iz nižjih predelov doline bližje vasem poročajo o navadnem leopardu Panthera pardus. Lokalno prebivalstvo je poročalo tudi o prisotnosti rjavega medveda (Ursus arctos) in bharala ali modre ovce (Pseudois nayaur).

#### Plazilci
Med plazilci so najpogosteje opaženi agama (Agama tuberculata), kuščar (Leiolopisma himalayana) in himalajski gad (Gloydius himalayanus). Poleg cvetja so divje čebele in številne vrste metuljev, ki jih je treba še bolj raziskati. Nekaj bolj očitnih vrst je limeta lastovčica (Papilio demoleus demoleus), lastovičar (Papilio machaon), navadni mormon (Papilio polytes romulus), bleščica (Papilio protenor protenor) in navadni modri apolon (Parnassius hardwickei).

#### Ptice
Območje je znotraj Zahodnohimalajskega endemskega ptičjega območja, vendar ni bilo raziskav, ki bi bile specifične za dolino. Leta 1993 je bilo v parku Nanda Devi opaženih 114 vrst. Vrste, ki jih pogosto opazijo v dolini so brkati ser (Gypaetus barbatus), himalajski jastreb (Gyps himalayensis), planinska kavka (Pyrrhocorax graculus) in rdečekljuna kavka (P. pyrrhocorax), koklasov jereb (Pucrasia macrolopha), himalajski monal (Lophophorus impejanus), ki je na nacionalni listi, luskasta žolna (Picus squamatus) in rumena žolna (P. flavinucha), veliki barbet (Megalaima virens) in modrovrati barbet (M. asiatica), snežni golob (Columba leuconota) in pegasta golobica (Stigmatopelia chinensis).

## Ohranjanje

### Vodenje ohranjanja
Park upravlja državni oddelek za gozdarstvo Utarakhanda, nacionalno ministrstvo za okolje in gozdove v Indiji. V narodnem parku ni naselja in paša na tem območju je prepovedana od leta 1983. Park je odprt le 4 do 5 mesecev poleti od junija do oktobra.

### Raziskovalna drevesnica in semenska banka
Raziskovalna drevesnica in banka semen/korenik/gomoljev za razmnoževanje redkih rastlin in dragocenih zdravilnih zelišč je bila ustvarjena v Musadharju blizu vhoda na lokacijo. Redke in dragocene zdravilne rastline so predmet posebnih programov. Sem spadajo Aconitum heterophyllum, A. falconeri, Arnebia benthamii, Dactylorhiza hatagirea, Gymnadenia orchides, Megacarpaea polyandra, Picrorhiza kurrooa, Podophyllum hexandrum in himalajska tisa (Taxus wallichiana). Postavljene so bile raziskovalne ploskve, da bi ugotovili najboljši način za nadzor širjenja visokega himalajskega dresnika Polygonum polystachium, ne da bi poškodovali druge rastline ali površino zemlje. Prva letna raziskava je bila izvedena leta 2004 in se bo vsako leto ponavljala.